# Orthetrum
Genre
Orthetrum  est un genre  dans la famille des Libellulidae appartenant au sous-ordre des Anisoptères dans l'ordre des Odonates. Il comprend soixante espèces. Le nom vernaculaire français est orthétrum ou orthètre.

## Description
Ressemblant beaucoup aux odonates du genre Libellula, les Orthétrums ne possèdent pas de tâches sombres à la base de leurs ailes, contrairement aux Libellula. De 10 à 14 nervures anténodales sont observables.

## Espèces du genreOrthetrum
- Orthetrum abbotti Calvert, 1892
- Orthetrum africanum (Selys, 1887)
- Orthetrum albistylumSelys, 1848
- Orthetrum anceps (Schneider, 1845)
- Orthetrum angustiventre (Rambur, 1842)
- Orthetrum austeni (Kirby, 1900)
- Orthetrum austrosundanum (Lieftinck, 1953)
- Orthetrum azureum (Rambur, 1842)
- Orthetrum balteatum (Lieftinck, 1933)
- Orthetrum borneense (Kimmins, 1936)
- Orthetrum boumiera (Watson & Arthington, 1978)
- Orthetrum brachiale (Palisot de Beauvois, 1805)
- Orthetrum brunneum (Fonscolombe, 1837)
- Orthetrum caffrum (Burmeister, 1839)
- Orthetrum caledonicum (Brauer, 1865)
- Orthetrum cancellatum (Linnaeus, 1758)
- Orthetrum capense (Calvert, 1893)
- Orthetrum chrysis (Selys, 1891)
- Orthetrum chrysostigma (Burmeister, 1839)
- Orthetrum coerulescens (Fabricius, 1798)
- Orthetrum glaucum(Brauer, 1865)
- Orthetrum guineense (Ris, 1909)
- Orthetrum guptai (Baijal, 1955)
- Orthetrum helena (Buchholz, 1954)
- Orthetrum hintzi (Schmidt, 1951)
- Orthetrum icteromelan (Ris, 1910)
- Orthetrum japonicum (Uhler, 1858)
- Orthetrum julia (Kirby, 1900)
- Orthetrum kollmannspergeri (Buchholz, 1959)
- Orthetrum kristenseni (Ris, 1911)
- Orthetrum latihami(Pinhey, 1966)
- Orthetrum lemur (Ris, 1909)
- Orthetrum lineostigma (Selys, 1886)
- Orthetrum luzonicum (Brauer, 1868)
- Orthetrum machadoi (Longfield, 1955)
- Orthetrum macrostigma (Longfield, 1947)
- Orthetrum martensi(Asahina, 1978)
- Orthetrum melania (Selys, 1883)
- Orthetrum microstigma (Ris, 1911)
- Orthetrum migratum (Lieftinck, 1951)
- Orthetrum monardi (Schmidt, 1951)
- Orthetrum nitidinerve (Selys, 1841)
- Orthetrum poecilops Ris, 1916
- Orthetrum pruinosum (Burmeister, 1839)
- Orthetrum ransonneti (Brauer, 1865)
- Orthetrum robustum (Balinsky, 1965)
- Orthetrum rubens (Barnard, 1937)
- Orthetrum sabina (Drury, 1773)
- Orthetrum saegeri (Pinhey, 1966)
- Orthetrum sagitta (Ris, 1915)
- Orthetrum serapia (Watson, 1984)
- Orthetrum signiferum (Lieftinck, 1926)
- Orthetrum silvarum (Lieftinck, 1934)
- Orthetrum stemmale (Burmeister, 1839)
- Orthetrum taeniolatum (Schneider, 1845)
- Orthetrum testaceum (Burmeister, 1839)
- Orthetrum translatum Bartenev, 1929
- Orthetrum triangulare (Selys, 1878)
- Orthetrum trinacria (Selys, 1841)
- Orthetrum villosovittatum (Brauer, 1868)

## Espèces du genreOrthetrumprésentes en Europe
- Orthetrum albistylum (Selys 1848) - Orthétrum à stylets blancs
- Orthetrum brunneum (Fonscolombe 1837) - Orthétrum brun
- Orthetrum cancellatum (Linnaeus 1758) - Orthétrum réticulé
- Orthetrum chrysostigma (Burmeister 1839) - Orthétrum à taille fine
- Orthetrum coerulescens (Fabricius 1798) - Orthétrum bleuissant
- Orthetrum nitidinerve (Selys 1841) - Orthétrum à nervures jaunes
- Orthetrum sabina (Drury 1773) - Orthétrum en alêne
- Orthetrum trinacria (Selys 1841) - Orthétrum effilé

## Galerie

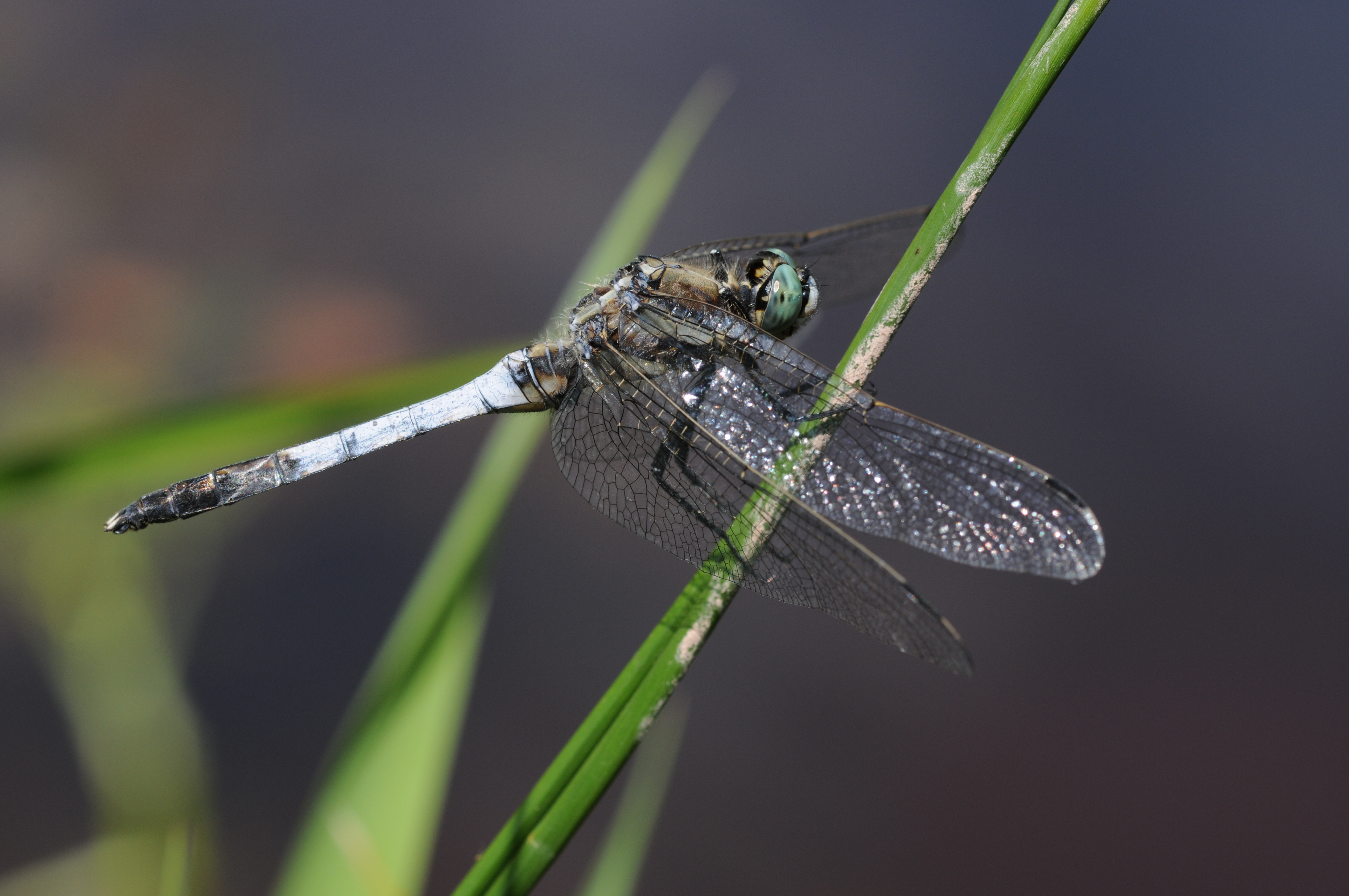
Orthetrum albistylum
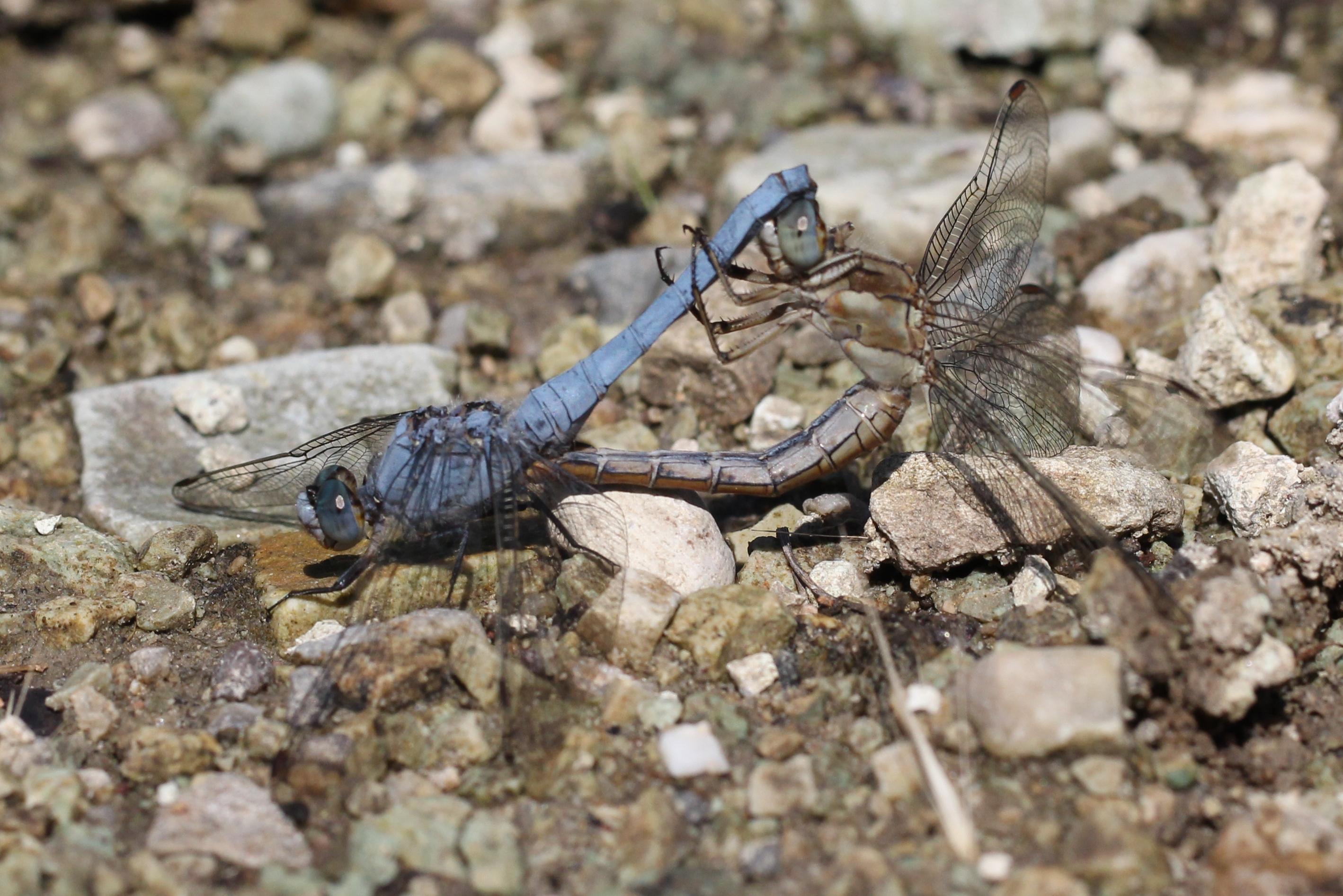
Orthetrum brunneum
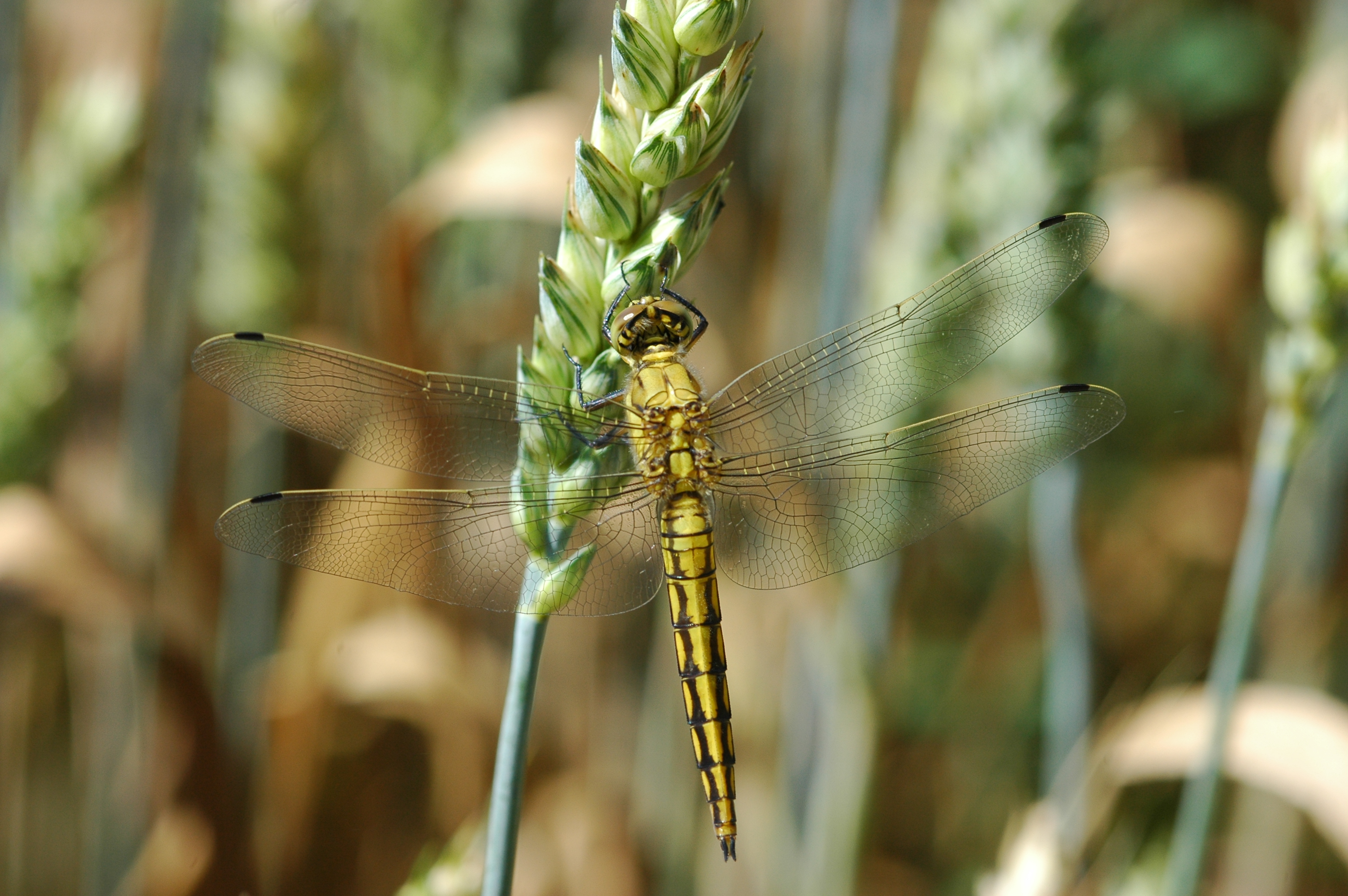
Orthetrum cancellatum
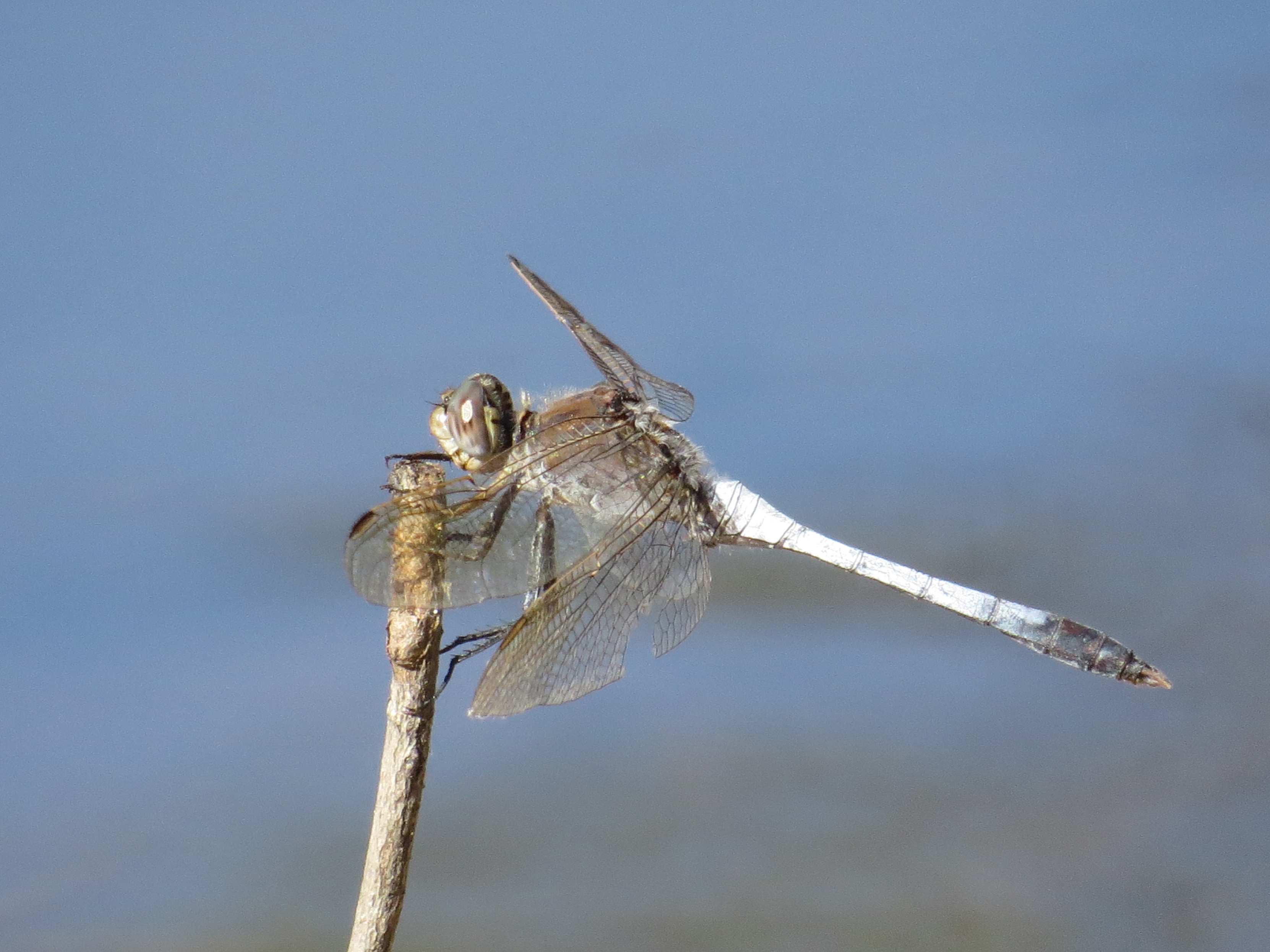
Orthetrum caledonicum
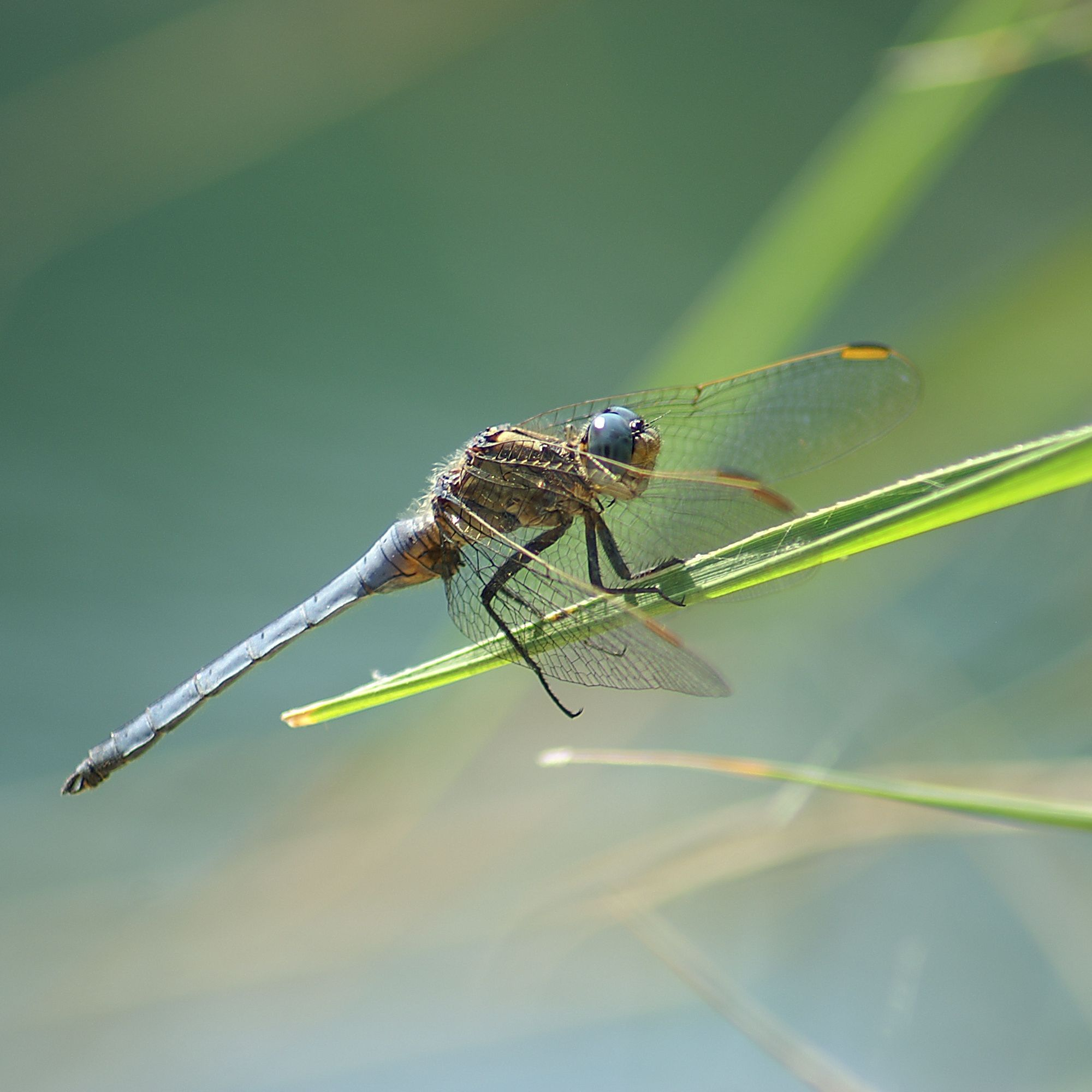
Orthetrum coerulescens
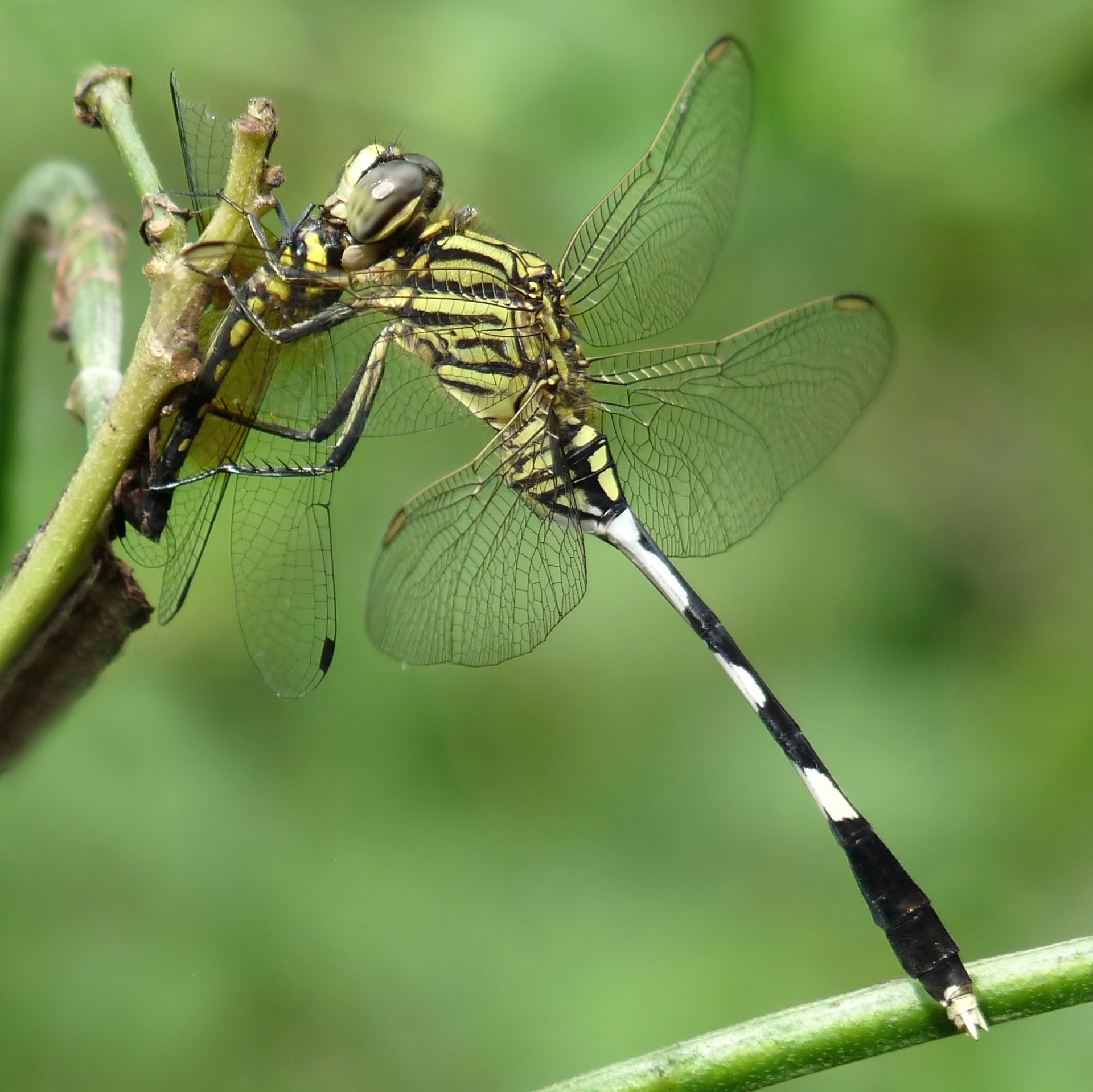
Orthetrum sabina